# Aleksej Goerysjev
Aleksej Michailovitsj Goerysjev (Russisch: Алексей Михайлович Гурышев) (Moskou, 14 maart 1925 - aldaar, 16 november 1983) was een Sovjet-Russisch ijshockeyer. 
In 1954 werd Goerysjev in het Zweedse Stockholm wereldkampioen.
Goerysjev won tijdens de Olympische Winterspelen 1956 in Cortina d'Ampezzo de gouden olympische medaille, dit toernooi was ook als wereldkampioenschap aangemerkt.
Goerysjev speelde gedurende zijn gehele carrière voor HC Krylja Sovetov Moskou, met deze ploeg werd hij in 1957 landskampioen. In 1949, 1953, 1955, 1957 en 1958 was Goerysjev topschutter in de competitie.
Na zijn actieve carrière werd Goerysjev scheidsrechter. In 1975 floot Goerysjev zijn laatste wedstrijd.